# Джефф Безос
Дже́ффрі Пре́стон Бе́зос (англ. Jeffrey Preston Bezos, англ. вимова: [ˈbeɪzoʊs], прізвище при народженні — Джорґенсен (англ. Jorgensen); нар. 12 січня 1964) — американський підприємець, засновник інтернет-магазину Amazon.com (1994) та аерокосмічної компанії  Blue Origin, комерційний астронавт. Найбагатша людина світу у 2018—2021 роках за версією агентства Bloomberg.

## Біографія
Після закінчення Принстонського університету 1986 року Безос працював на Волл-Стріт в галузі комп'ютерних наук. Після чого займався розробкою мережі для міжнародної торгівлі. З часом обійняв посаду віцепрезидента в компанії D. E. Shaw & Co, яку залишив влітку 1994 року.

### Amazon
1994 року Безос засновує Amazon.com, першоразові інвестиції в яку складали $300 000. Сайт почав свою роботу 16 липня 1995 року, хоча на той час він не був закінчений до кінця. Для прикладу, на сторінці можна було замовити від'ємну кількість книг. Безос мотивував це необхідністю обігнати конкурентів. Компанія пройшла IPO 1997 року. 26 квітня 2015 року, після квартальних звітів Q1 по компанії Amazon.com, сталась безпрецедентна історія. Після опублікованого звіту, ціна акцій компанії різко пішла вгору, і до кінця торгів виросла на 14 %, що в доларовому еквіваленті $55,11/акцію, що спричинило збільшення ринкової капіталізації компанії, та ціну акції до $445,1. Джеффрі Безос як найбільший інвестор компанії, а саме йому належать 83,9 млн (14 %) акцій Amazon.com, отримав неабиякий зиск — це зробило його багатшим на $4,63 млрд.

### Blue Origin
Безос розширив сферу своїх бізнес-інтересів 2000 року, заснувавши аеркосмічну компанію Blue Origin. Blue Origin почала тестові польоти в космос 2015 року й на той момент планувала розпочати комерційні суборбітальні польоти з людьми в кінці 2018. Безос керує іншими бізнес-інвестиціями через свій венчурний фонд Bezos Expeditions. Станом на 2018 рік лише в Blue Origin він вкладає 1 млрд дол. щорічно, оскільки, за його словами, бачить у цій галузі величезні перспективи..
5 липня Безос покинув посаду директора, його на цій посаді замінив колишній глава підрозділу Web Services Енді Джессі.

### The Washington Post Co.
2013 року за 250 млн доларів купив американський видавничий дім The Washington Post, який володіє газетою та іншим бізнесом.

### Політ у космос
20 липня 2021 року Джефф Безос здійснив комерційний суборбітальний космічний політ (рейс «Blue Origin NS-16») на космічному кораблі New Shepard разом з братом Марком Безосом, 18-річним Олівером Дамен і 82-річною Воллі Фанк. Цей політ став першим комерційним польотом, організований очолюваною Джеффом Безосом компанією «Blue Origin». New Shepard досяг максимальної висоти в 107 км, а максимальна швидкість ракети під час запуску становила майже 3600 км/год. Увесь політ тривав 10 хв і 10 сек.

## Статки
9 січня 2018 року американський телеканал CNN назвав засновника Amazon Джеффа Безоса найбагатшою людиною в історії. Згідно з рейтингом мільярдерів, складеним агентством Bloomberg, його статок на 16 липня 2018 року оцінюється у 150 мільярдів доларів.
26 серпня 2020 року статки Безоса зросли до 203 мільярдів доларів і він став першою людиною в історії, в кого дохід був більшим за 200 млрд. 6 січня 2021 року Ілон Маск обігнав за статками Безоса. На той час, після росту акцій Тесли, у Маска було 188,5 млрд дол., проти 186 млрд дол. у Безоса.

## Філантропія
У липні 2012 року Безос та його дружина особисто пожертвували 2,5 мільйона доларів на підтримку одностатевого шлюбного референдуму, який успішно пройшов у Вашингтоні. У січні 2018 року вони оголосили про пожертвування в розмірі 33 млн доларів TheDream US, стипендіальному фонду для незареєстрованих іммігрантів, привезених до США, коли вони були неповнолітніми.

## Сім'я
У 1993—2019 роках був одружений з американською письменницею Маккензі Безос. Мають четверо дітей: три сини й одна дочка, прийнята з Китаю.
Молодший брат — Марк Безос.

### Розлучення
Пара розійшлася в січні 2019 року після 25 років шлюбу. Причина розлучення — Джеффрі почав зустрічатися із журналісткою й телеведучою Лорен Санчес.
4 квітня пара подала клопотання про розлучення. Маккензі Безос повідомила, що процес розлучення завершився «за взаємною підтримкою» та вони з чоловіком домовилися про розподіл спільного майна. Вона погодилася поступитися чоловікові всіма акціями газети «Вашингтон пост» та аерокосмічної компанії Blue Origin, натомість їй залишається чверть спільної частки акцій Amazon.
Маккензі подякувала Джеффу «за минуле», Безос у відповідь також подякував їй «за доброту та підтримку» та відмітив, що протягом 25 років шлюбу Маккензі була «чудовим партнером, союзником і матір'ю».
28 травня 2019 року організатори кампанії «Присяга дарування» у своєму пресрелізі повідомили, Press Release — The Giving Pledge [Архівовано 11 липня 2019 у Wayback Machine.] що Маккензі Безос збирається спрямувати не менше половини свого 37-мільярдного статку, що дістався їй після розлучення, на благодійність. За словами благодійниці, в неї є «невідповідна кількість грошей», якими вона може поділитися. Джефф заявив, що пишається рішенням колишньої дружини.
Офіційне розлучення відбулося 5 липня. Відповідно до постанови, підписаної в суді округу Кінг у Вашингтоні, Безос передає колишній дружині 19,7 млн акцій компанії Amazon (4 %), вартість яких оцінюється у 38,3 млрд доларів. Видання Bloomberg зауважує, що такий пакет цінних паперів Amazon дозволить Маккензі обіймати 22-ге місце списку найбагатших людей світу, за версією видання.

## Фан-творчість
Bezos- пісня Бо Бернема з альбому «Inside (Deluxe)» (з англ. Всередині), яка має 4 версії (I, II, III та VI). У пісні використовується образ Джеффрі Безоса, як негативного персонажа.